# De Lackner HZ-1 Aerocycle
El de Lackner HZ-1 Aerocycle, también conocido como YHO-2 y por la designación del fabricante DH-4 Heli-Vector, fue un "helicóptero personal" monoplaza desarrollado por de Lackner Helicopters a mitad de los años 50. Destinado a ser operado por pilotos sin experiencia con una instrucción mínima de 20 minutos, se esperaba que el HZ-1 se convirtiera en una máquina estándar de reconocimiento con el Ejército de los Estados Unidos. Aunque las primeras pruebas mostraron que la aeronave era prometedora proporcionando movilidad en el campo de batalla nuclear, una evaluación más extensa demostró que la misma era, de hecho, demasiado difícil de controlar en operaciones por infantes no entrenados, y, tras un par de accidentes, la aeronave fue puesta en exhibición.

## Diseño y desarrollo
Durante los comienzos de los años 50, Charles H. Zimmerman, del Comité Asesor Nacional para la Aeronáutica (NACA), desarrolló un sistema para controlar una rotonave en la que, con los rotores montados en la parte inferior de la misma, la máquina pudiera ser dirigida por el piloto simplemente desplazando su peso, y mantenerse estable durante las acciones de sus reflejos naturales. Conocido como control cinestésico, y en principio similar a la mecánica de montar una bicicleta o una tabla de surf, se esperaba que el concepto permitiera a los pilotos operar una aeronave con poco o ningún tiempo de entrenamiento. Las pruebas del NACA demostraron que la idea tenía mérito, y varias compañías, incluyendo Bensen Aircraft, Hiller Aircraft, y de Lackner Helicopters, comenzaron el desarrollo de rotonaves usando el concepto.
El concepto propuesto por de Lackner Helicopters era una plataforma volante monoplaza, y recibió la designación de compañía DH-4. Se esperaba que el DH-4 fuera capaz de llevar hasta 54 kg de carga o un depósito de combustible auxiliar de 19 l para extender su alcance hasta los 80 km, además de su piloto. Se podía instalar una eslinga de carga a través del eje del rotor para llevar cargas colgadas por debajo de la aeronave.
La máquina era una simple estructura en forma de cruz, con el piloto de pie en una plataforma, asegurado por un arnés de seguridad. El arnés también aseguraba el motor de la aeronave, que era un motor fueraborda fabricado por Mercury Marine. El motor estaba controlado por un mando de gases de empuñadura de tipo motocicleta y transfería potencia a los rotores contrarrotatorios de 4,6 m de diámetro mediante una transmisión de correa con una unidad reductora de cadena. El tren de aterrizaje de la aeronave consistía en bolsas de aire al final de cada brazo de la estructura, junto con un gran flotador de goma en el medio, permitiendo una capacidad anfibia, aunque esta disposición fue más tarde reemplazada por un par de patines convencionales de tipo helicóptero.

## Historia operacional

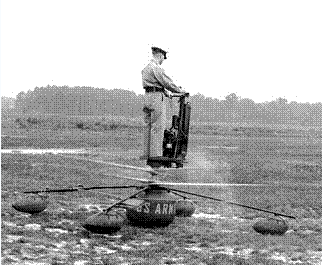
El Capitán Sundby prueba en vuelo el HZ-1.

Designado originalmente YHO-2 por el Ejército estadounidense, fue más tarde redesignado HZ-1 y bautizado Aerocycle; el prototipo realizó su primer vuelo cautivo el 22 de noviembre de 1954, y el primero libre en enero de 1955 en la Brooklyn Army Terminal. Se realizaron más de 160 vuelos que totalizaron más de 15 horas de tiempo de vuelo, y los resultados de este primer programa de vuelos de pruebas fueron considerados lo suficientemente prometedores como para ordenarse una docena de ejemplares del modelo (números de serie 56-6928 a 56-6939). Se predijo que la aeronave podía proporcionar transporte a una versión moderna de la antigua caballería a caballo, proporcionando "ojos y oídos" aerotransportados para el Ejército.
En 1956, el programa de pruebas fue transferido a Fort Eustis, Virginia, donde el Capitán Selmer Sundby se hizo cargo de las tareas de pruebas de vuelo. El HZ-1 había sido diseñado para ser fácil de volar, y las primeras pruebas indicaron que soldados sin entrenamiento podían aprender a operar la aeronave en menos de 20 minutos, y algunos declararon que solo eran necesarios cinco minutos de instrucción. Además, el HZ-1 demostró ser más rápido que otras plataformas volantes evaluadas por el Ejército. Sin embargo, Sundby determinó rápidamente que el aparato era mucho más difícil de volar que lo esperado, y que no sería seguro en manos de un piloto sin experiencia. Además, los rotores montados abajo demostraron ser propensos a golpear pequeñas rocas y otros objetos.
Durante una serie de vuelos de pruebas cautivos y libres que duraron hasta 43 minutos, el HZ-1 sufrió un par de accidentes. Ambos accidentes ocurrieron bajo condiciones similares (los rotores contrarrotatorios se entrelazaron y colisionaron, rompiéndose las palas, causando una inmediata pérdida de control que resultó en choque). Se realizaron pruebas aerodinámicas en el túnel de viento a escala real del Centro de Investigación de Langley, y se descubrió que la velocidad hacia delante del Aerocycle estaba limitada por un incontrolable movimiento de cabeceo, aunque el espacio de la punta de las palas era siempre suficiente. La imposibilidad de precisar la causa del entrelazado, combinada con el hecho de que el concepto "dispositivo de sustentación personal" no estaba a la altura de las expectativas, provocaron la decisión de finalizar el proyecto.
Sundby fue galardonado con la Cruz de Vuelo Distinguido por sus trabajos en los vuelos de pruebas con el HZ-1, continuando con vuelos de pruebas de los helicópteros H-21 y H-34, así como combatiendo en la guerra de Vietnam antes de retirarse con el empleo de Coronel.

### Desarrollo de paracaídas

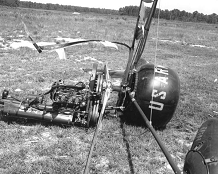
Un HZ-1 después de un accidente.

Se  desarrolló un tipo enteramente nuevo de paracaídas con características de apertura rápida, el "Paracaídas Personal de Apertura Ultra Rápida Tipo XMP-2", para ser usado en las pruebas de las plataformas volantes HZ-1 y Hiller VZ-1. Diseñado para ser usado de 0 a 80 km/h y a altitudes tan bajas como 7,6 m (25 pies), el XMP-2 demostró no tener suficiente fiabilidad para su utilización como paracaídas personal.

## Variantes
DH-4 Heli-Vector
Designación interna de la compañía.
YHO-2
Designación inicial dada por el Ejército estadounidense, como Plataforma Volante.
HZ-1 Aerocycle
Designación final dada por el Ejército estadounidense, como Helicóptero Experimental, 12 construidos.

## Operadores
Estados Unidos
- Ejército de los Estados Unidos

## Supervivientes
De la docena de ejemplares del modelo ordenada por el Ejército estadounidense, solo ha sobrevivido un HZ-1, y la aeronave está actualmente en exhibición en el U.S. Army Transportation Museum en Fort Eustis, Newport News, Virginia.

## Especificaciones
Referencia datos: Mechanix

### Características generales
- Tripulación: Uno (piloto)
- Diámetro rotor principal: 4,6 m (15,1 ft)
- Altura: 2,1 m (de los cojines de aire a los asideros)
- Peso vacío: 78 kg (171,9 lb)
- Peso cargado: 206 kg (454 lb)
- Planta motriz: 1× motor fueraborda Mercury Marine 20H.
  - Potencia: 30 kW (41 HP; 41 CV)
- Capacidad de combustible: 3,8 l

### Rendimiento
- Velocidad máxima operativa (Vno): 121 km/h (75 MPH; 65 kt)
- Velocidad crucero (Vc): 89 km/h (55 MPH; 48 kt)
- Alcance: 24 km (13 nmi; 15 mi) (45 min)
- Techo de vuelo: 1500 m (4921 ft)

## Aeronaves relacionadas

### Desarrollos relacionados
- Williams X-Jet

### Aeronaves similares
- Bensen B-10
- Hiller VZ-1 Pawnee

### Secuencias de designación
- Secuencia HO-_ (Plataformas Volantes del Ejército estadounidense, 1955-1956): HO-1 - HO-2
- Secuencia HZ-_ (Helicópteros Experimentales del Ejército estadounidense, 1956-1962): HZ-1